# Copa Challenger da FIFA
A Copa Challenger da FIFA é uma competição oficial de futebol da Federação Internacional de Futebol (FIFA) que faz parte da Copa Intercontinental da FIFA, servindo como playoff para a final da Copa. Define o melhor campeão continental não europeu, promovendo o confronto entre o vencedor do Dérbi das Américas da FIFA e o vencedor da Copa África-Ásia-Pacífico da FIFA, sendo disputada em jogo único.

## Resultados

### Por clubes
| Clube   | Títulos  | Vices    |
| ------- | -------- | -------- |
| Pachuca | 1 (2024) | 0        |
| Al-Ahly | 0        | 1 (2024) |

### Por país
| País   | Títulos  | Vices    |
| ------ | -------- | -------- |
| México | 1 (2024) | 0        |
| Egito  | 0        | 1 (2024) |

### Por confederação
| Confederação | Títulos  | Vices    |
| ------------ | -------- | -------- |
| CONCACAF     | 1 (2024) | 0        |
| CAF          | 0        | 1 (2024) |

### Por competição
| Intercontinental          | Títulos  | Vices    |
| ------------------------- | -------- | -------- |
| Dérbi das Américas        | 1 (2024) | 0        |
| Copa África-Ásia-Pacífico | 0        | 1 (2024) |

## Artilheiros
| Ano  | Artilheiro(s) | Equipe    | Gol(s)    |
| ---- | ------------- | --------- | --------- |
| 2024 | Não houve     | Não houve | Não houve |

## Transmissão
A transmissão do torneio em 2024 ficou a cargo dos canais SporTV (TV fechada), FIFA+ (streaming) e CazéTV (streaming). A Globo (TV aberta) transmitiria caso o Botafogo tivesse chegado à competição.